# Sibas
Sibas (für Siemens Bahn Automatisierungs System) bezeichnet ein seit Mitte der 1980er Jahre von Siemens entwickeltes Automatisierungssystem zur Leistungsoptimierung von Einzelkomponenten mit Hilfe von Mikroprozessoren in Schienenfahrzeugen.
Im Jahr 1983 wurde Sibas 16 vorgestellt, das vor allem in Triebfahrzeugen zur Anwendung kommt, beispielsweise bei der Baureihe 156. Seine Besonderheit ist, dass mit diesem System erstmals nahezu alle Steuerungsaufgaben im Bahnumfeld verarbeitet werden können. Zusätzlich stellt es die erste volldigitale Antriebssteuerung für Triebfahrzeuge dar.
Seit 1992 liefert Siemens Sibas 32 mit leistungsfähigeren Mikroprozessoren. Eingesetzt wird es in über 7000 Fahrzeugen weltweit, zum Beispiel findet es im ICE 2, 3, -T und -TD, im Shinkansen, Velaro und bei diversen Schienenfahrzeugen des Regional- und Nahverkehrs wie zum Beispiel dem SSB DT 8 Anwendung.